# Izokrat
Izókrat ali Isokrates (grško Ἰσοκράτης: Isokrátēs), starogrški retorik, * 436 pr. n. št., † 338 pr. n. št.
Izokrat sodi med deset atiških retorikov, v času svojega življenja pa je bil verjetno eden najvplivnejših govornikov z znano šolo.
Izokrat je osnovno izobrazbo dobil pri Gorgiji iz Leontine saj je izhajal iz bogate in ugledne družine. Po peloponeški vojni je družina obubožala, zaradi česar se je bil Izokrat prisiljen začeti preživljati sam. Začel je kot pisec govorov, kasneje pa je sam ustanovil govorniško šolo, v kateri je poučeval umetnost govorništva. Filozofsko sodi med pripadnike sofistične šole.
Izokrat je bil nasprotnik radikalne demokracije in atenske pomorske prevlade. Makedonskemu kralju Filipu II. Makedonskemu je predlagal osvojitev Male Azije, zavzemal pa se je tudi za združitev Makedonije in Grčije. 
Od njegovih del se je ohranilo 21 govorov, med katerimi je verjetno najbolj znan panegirik. Ohranilo se je tudi devet deloma originalnih pisem.